# Cus D'Amato
Pour les articles homonymes, voir D'Amato.
Constantine "Cus" D'Amato est un entraîneur de boxe américain né le 17 janvier 1908 dans le Bronx et mort le 4 novembre 1985 à Manhattan.

## Carrière
Il a notamment entraîné Floyd Patterson, José Torres et Mike Tyson, qui furent tous les trois champions du monde poids lourds. 
Cus D'Amato souhaitait que Mike Tyson batte le record de Floyd Patterson, à savoir devenir le plus jeune champion du monde des poids lourds. Son rêve se réalise le 22 novembre 1986, avec la victoire de Mike Tyson sur Trevor Berbick, mais Cus D'Amato, décédé un an plus tôt, n'est plus là pour l'apprécier.

## Distinction
- Cus D'Amato est membre de l'International Boxing Hall of Fame à titre posthume depuis 1995[2].